# Mystacoleucus
Mystacoleucus – rodzaj słodkowodnych ryb z rodziny karpiowatych (Cyprinidae).

## Występowanie
Azja Południowo-Wschodnia (Birma, Kambodża, Laos i Tajlandia)

## Klasyfikacja
Gatunki zaliczane do tego rodzaju:
- Mystacoleucus argenteus
- Mystacoleucus atridorsalis
- Mystacoleucus chilopterus
- Mystacoleucus ectypus
- Mystacoleucus greenwayi
- Mystacoleucus lepturus
- Mystacoleucus marginatus
- Mystacoleucus padangensis

Gatunkiem typowym jest Capoeta padangensis (M. padangensis).

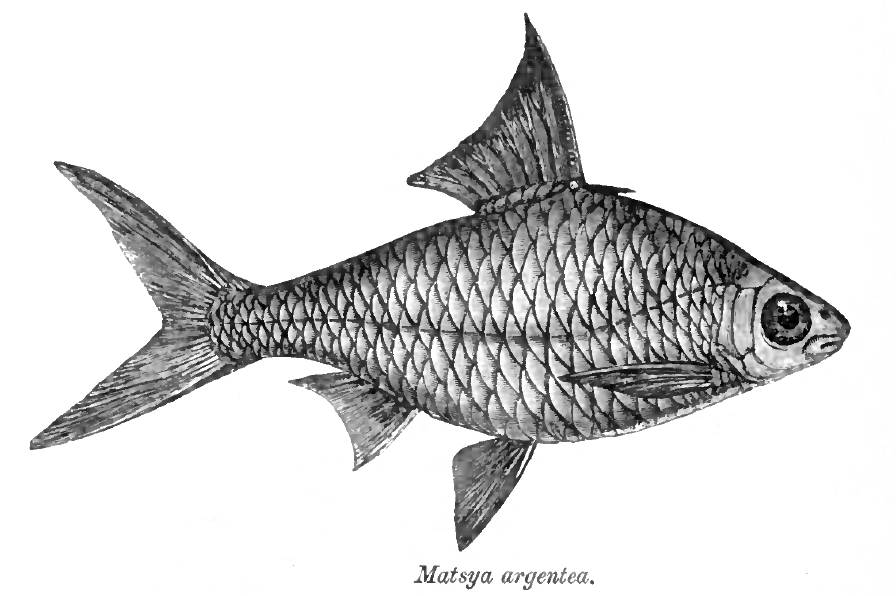
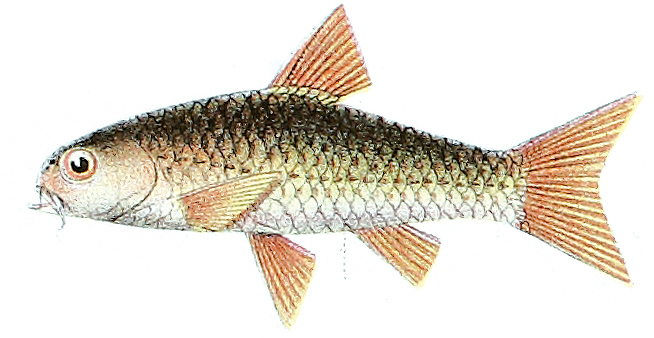